# Gnophos unicolor
Gnophos unicolor là một loài bướm đêm trong họ Geometridae.